# Семилуцький район
Семилуцький район (рос. Семилукский район) — адміністративна одиниця на півночі Воронезької області Росії.
Адміністративний центр — місто Семилуки.

## Географія
Семилукский район розташований на північному заході Воронезької області.
На південному сході район межує з м. Вороніж, на сході — з Рамонським районом, на заході — з Курською областю, на півночі — з Липецькою областю, на півдні — з Нижньодевицьким і Хохольском районами.
Площа Семилуцького району — 1582 км² (2011), в тому числі сільськогосподарських угідь 1290 км². Територією району протікають 8 річок. Основні річки району — Ведуга, Дон, Дівиця (верхня).

## Історія
Район утворено 1932 року.

## Відомі особистості
У районі народився:
- Ююкін Михайло Онисимович (1911—1939) — радянський льотчик-бомбардувальник (с. Гнилуша).